# Balulive
Balulive, auch Balule oder Balulve, schottisch-gälisch: Baile Uilbh, benannt nach dem Landbesitzer John Ulive / Ian Uilbh ist eine aufgegebene Ortschaft auf der schottischen Hebrideninsel Islay. Balulive befand sich im Nordosten der Insel etwa 2,5 Kilometer nordwestlich des Fährhafens Port Askaig und etwa zwölf Kilometer nordöstlich von Bowmore, dem Hauptort der Insel. Die nächstgelegene Ortschaft war das südlich gelegene und heute ebenfalls unbewohnte Mulreesh. Die nächste heute noch bewohnte Ortschaft ist das 1,5 km in südöstlicher Richtung gelegene Keills. Balulive war über eine Straße erreichbar, die von der heutigen A846 nach Norden über Mulreesh und Balulive führte und schließlich in Bunnahabhain an der Ostküste endet. Bei der Volkszählung im Jahre 1841 lebten in Mulreesh noch 67 Personen. Zehn Jahre später war die Einwohnerzahl bereits auf 37 Personen gesunken. Heute befindet sich in Balulive noch ein aufgegebener Bauernhof. Von weiteren Gebäuden sind teils noch die Grundmauern erhalten oder aber keine sichtbaren Spuren mehr vorhanden.

## Umgebung
Südwestlich von Balulive Farm wurde 1920 der Kopf einer steinzeitlichen Feuersteinaxt entdeckt. Der Fund wurde dem National Museum of Antiquities of Scotland überlassen. 500 m südlich befinden sich die erdbedeckten Grundmauern einer Kapelle namens Cill Eileagain. Der 5,5 m × 3 m messende Innenraum des Gebäudes war von ein Meter mächtigen Mauern umgeben. Die Kapelle lag inmitten eines Friedhofs, auf welchem Kreuzplatten gefunden wurden, die auf das 9.–11. Jahrhundert datiert werden. Ein kreuzverzierter Stein ähnelt stilistisch Kreuzplatten, wie sie im 10. Jahrhundert auf Iona gefertigt wurden und ist im Museum of Islay Life in Port Charlotte ausgestellt. Weitere Kreuzplatten tragen Daten aus dem 14. und späteren Jahrhunderten.